# Cinéma comique américain
 (mai 2015).
 Pour plus de détails, voir le corps de l'article.
Le cinéma comique américain englobe l'ensemble des films comiques produits aux États-Unis.

## Histoire

### Cinéma muet et début du dessin animé (de 1895 à 1929)
Les films comiques ont commencé à apparaître en nombre à l'époque du cinéma muet, entre les années 1895 et 1930. L'humour visuel de plusieurs de ces films muets s'est appuyé sur le slapstick et le burlesque. Dans le cinéma américain, les acteurs comiques les plus célèbres, à l'époque du muet, étaient Charlie Chaplin (né en Angleterre), Buster Keaton, Harold Lloyd et Max Linder.
Dans les années 1920, la tendance étant à la comédie sous forme de dessins animés, un nouveau genre populaire, plusieurs personnages populaires ont été représentés sous cette forme, dont Félix le chat, Mickey Mouse, Oswald le lapin chanceux et Betty Boop.

### Des années 1930 aux années 1940

#### Les comédies burlesques et loufoques des années 1930
Stan Laurel et Oliver Hardy, qui avaient produit plusieurs films courts et muets populaires, se sont servis de l'arrivée du son pour approfondir leurs personnages et améliorer leur humour visuel. Cela leur a permis d’avoir également un grand succès dans le cinéma parlant. Même s'il a utilisé des effets sonores, Charlie Chaplin est resté l'un des derniers à réaliser des films muets.

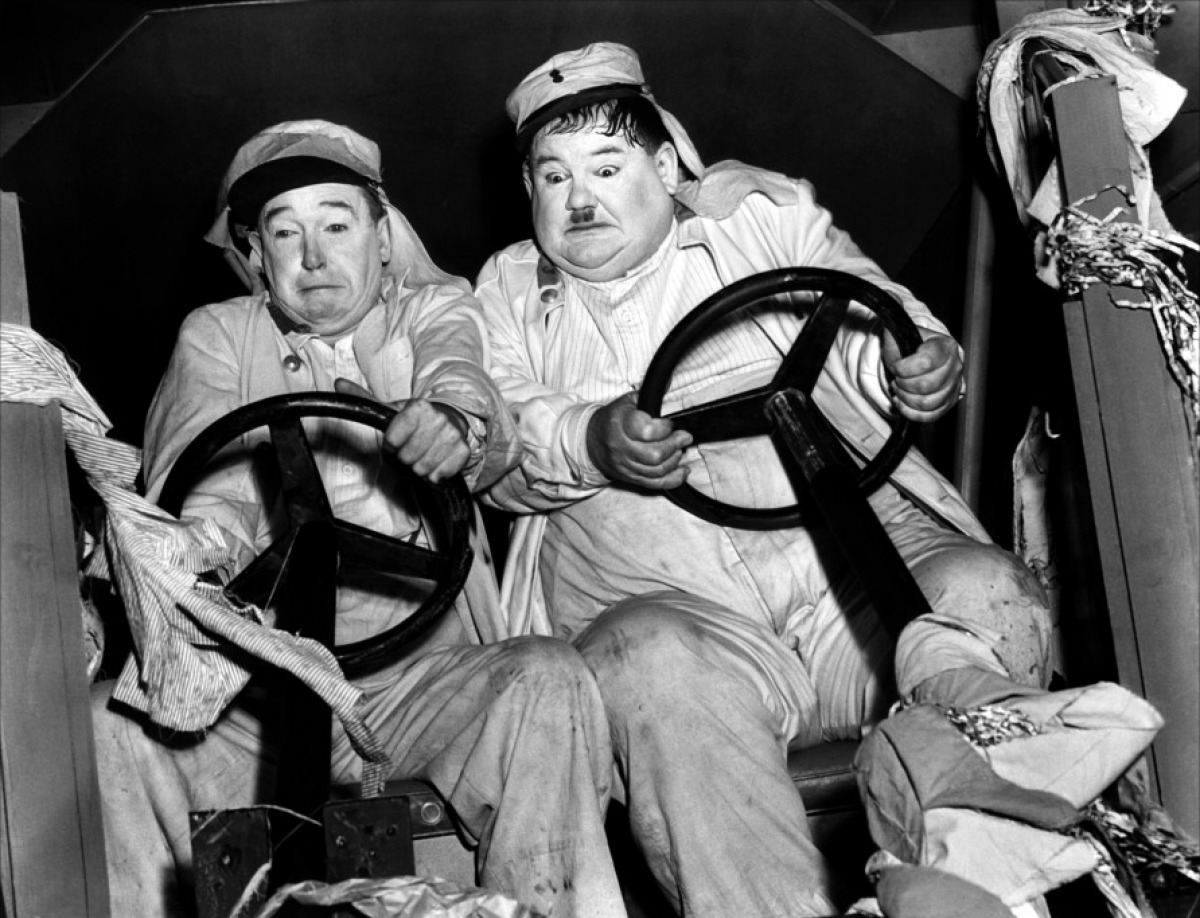
Photo de plateau de Laurel et Hardy conscrits (1939).

Les comédies loufoques, telles que celles produites par Frank Capra, peignent un climat idéalisé, accentuant les valeurs sociales et mettant en valeur un certain optimisme contrastant avec le quotidien. Les films présentent presque toujours de l'humour burlesque, mais ils sont désormais parlants.

#### Pendant la guerre
Avec l'entrée des États-Unis dans la Seconde Guerre mondiale, Hollywood s'est concentré sur des thèmes liés au conflit. Les comédies montraient des thèmes militaires comme le service dans les armées, la défense civile ou encore les camps d'entraînement. Les restrictions des voyages dues à la guerre ont favorisé l'essor d'Hollywood, et près d'un quart de l'argent dépensé était utilisé pour aller au cinéma.
La période d'après-guerre représente l'âge de la réflexion sur la guerre et l'émergence de la concurrence de la télévision. En 1948, la télévision avait déjà acquis une dynamique commerciale, et l'année suivante, il y avait près d'une centaine d'émetteurs de télévision dans les villes américaines.

### Comédie des années 1940-1950

#### Comédies d'Hitchcock
Alfred Hitchcock a réalisé plusieurs comédies, soit sous forme de comédie de remariage (dans lesquelles des couples mariés se séparent, puis se retrouvent) avec Joies matrimoniales dans les années 1940, soit sous forme de comédie policière avec La Main au collet, soit sous forme de comédie macabre avec Mais qui a tué Harry ? dans les années 1950.
Lors d'une interview en 1967, Hitchcock a affirmé que tous ses films sont des comédies.

#### La télévision, concurrente des films de comédie

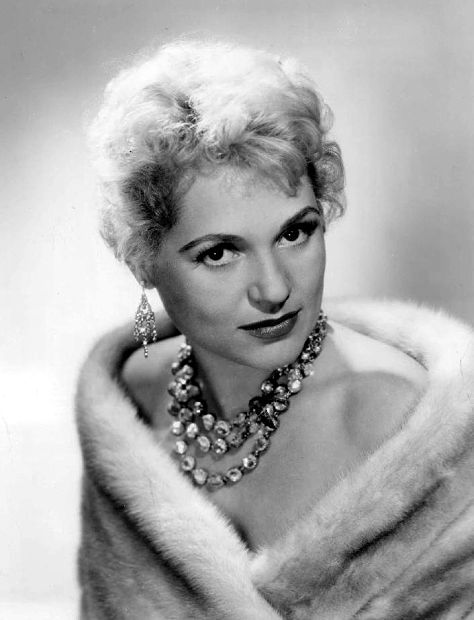
Judy Holliday en 1954.

Dans les années 1950, la télévision concurrence l'industrie du cinéma. Malgré une technologie encore limitée, de plus en plus d'Américains préfèrent rester chez eux pour regarder la télévision. Les studios d'Hollywood voient d'abord la télévision comme une menace, puis comme un marché commercial. Plusieurs genres de films (dessins animés, films de série B) auparavant destinés aux salles de cinéma sont désormais réalisés pour la télévision.
Dans les années 1950, seuls les studios Walt Disney produisent encore régulièrement des comédies familiales. En effet, la production de comédies connaît une baisse au cours de cette décennie. En 1947, près de 20 % des films réalisés sont des dessins animés ; en 1954, cette proportion chute à 10 %[réf. nécessaire].
Les années 1950 voient le déclin des anciennes stars de la comédie et un certain manque de renouvellement des talents à Hollywood. Parmi les nouvelles stars populaires de cette période, on compte Judy Holliday et le duo prodige de la comédie de Dean Martin et Jerry Lewis. Lewis, qui suit les traces de Keaton et Harold Lloyd, est mal accueilli par la critique aux États-Unis (contrairement à la France, où il devient très populaire).

### Des années 1960 aux années 1980

#### Comédie des années 1960-1970

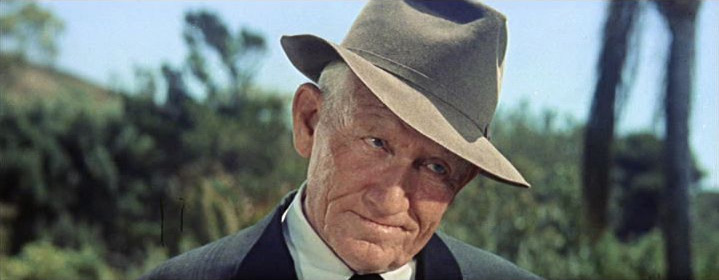
Spencer Tracy dans Un monde fou, fou, fou, fou.

Les années 1960 correspondent à un nombre croissant de grandes comédies telles qu'Un monde fou, fou, fou, fou (avec Spencer Tracy), Ces merveilleux fous volants dans leurs drôles de machines, La Grande Course autour du monde (avec Natalie Wood). Vers le milieu de la décennie, une partie de la génération des acteurs américains des années 1950 est en déclin, tel Jerry Lewis, tandis que Peter Sellers trouve le succès auprès d'un public international avec son premier film américain, La Panthère rose, qui fait l'objet d'une série de films.
Vers la fin des années 1950, l'humour sombre et les thèmes plus graves ont commencé à émerger, y compris la satire. Docteur Folamour (1964) est une comédie satirique sur la paranoïa de la guerre froide, tandis que La Garçonnière (1960), Alfie le dragueur (1966) et Le Lauréat (1967) évoquent des thèmes sexuels d'une manière qui aurait été impossible quelques années auparavant.
En 1970, les comédies noires Catch 22 et MASH reflétaient le sentiment anti-guerre qui régnait alors, ainsi que le traitement d'un sujet délicat : le suicide. MASH a été édulcoré et adapté à la télévision dans la décennie suivante en tant que longue série.

#### Comédie de mœurs des années 1970
Woody Allen et Mel Brooks sont les chefs de file des films de comédie des années 1970. Tous deux ont écrit, réalisé et sont apparus dans leurs films. Le style de Brooks était généralement burlesque et loufoque par nature, parodiant souvent styles et genres cinématographiques, y compris les films d'horreur (Frankenstein Junior), les westerns (Le shérif est en prison) et les films d'Hitchcock (Le Grand Frisson). Après le succès du film Drôle de couple de 1968, Neil Simon est de nouveau célèbre dans les années 1970 avec ses films The Sunshine Boys et California Suite. Des comédiens célèbres sont apparus au cours de cette décennie : Richard Pryor, Steve Martin et Burt Reynolds.

#### Comédie parodique et familiale des années 1980

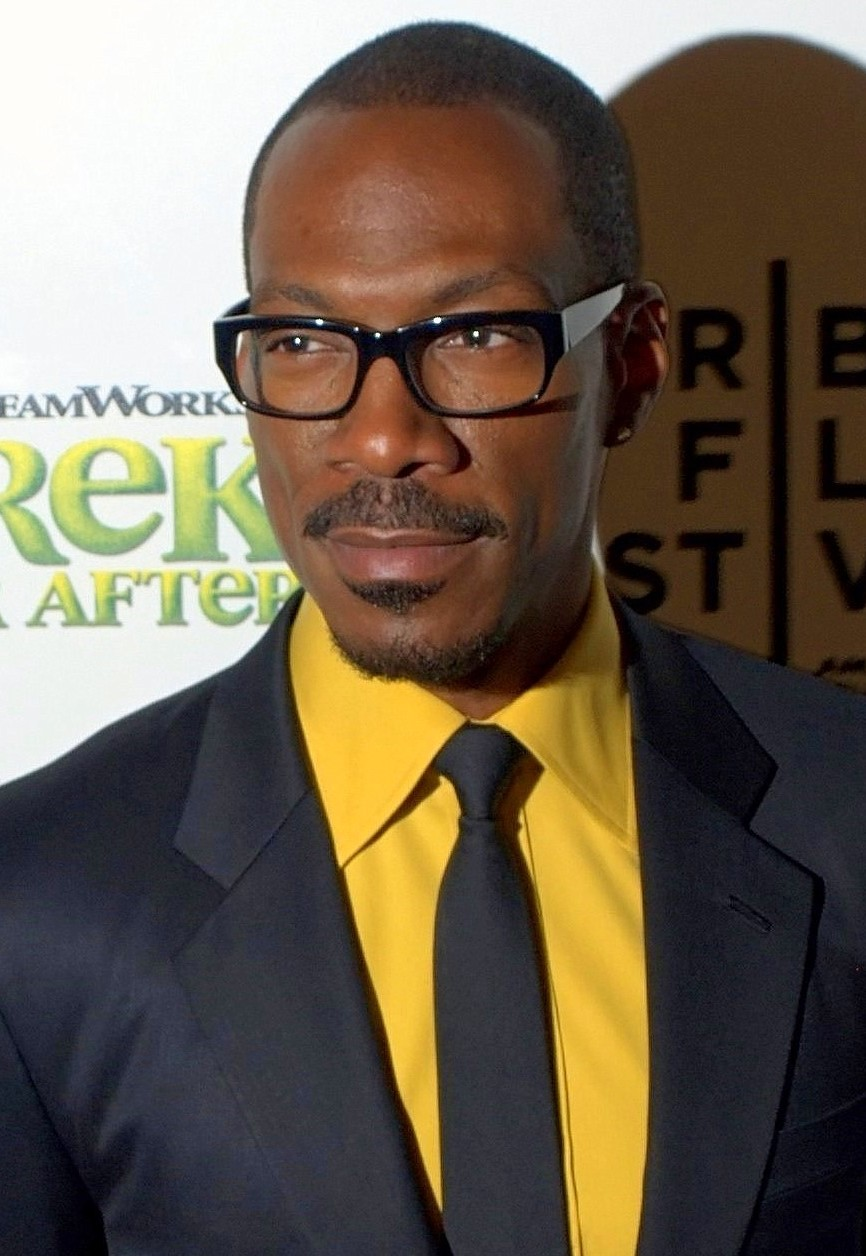
Eddie Murphy.

En 1980, un nouveau genre de film est apparu avec Y a-t-il un pilote dans l'avion ? : le film parodique de catastrophe. Cela a ouvert la voie à d'autres films dans les années 1980 : Top secret !, Y a-t-il un flic pour sauver Hollywood ? ...
Les stars de comédie populaire des années 1980 – qui ont pour la plupart d'entre eux commencé leur carrière dans des séries télévisées sont Dudley Moore, Tom Hanks, Eddie Murphy et Dan Aykroyd.
Les films de John Hughes, comme La Folle Journée de Ferris Bueller, étaient également populaires. Enfin, à la fin des années 1980, le film Chérie, j'ai rétréci les gosses a contribué à un renouveau dans les comédies, visant un public familial.

### Des années 1990 aux années 2010

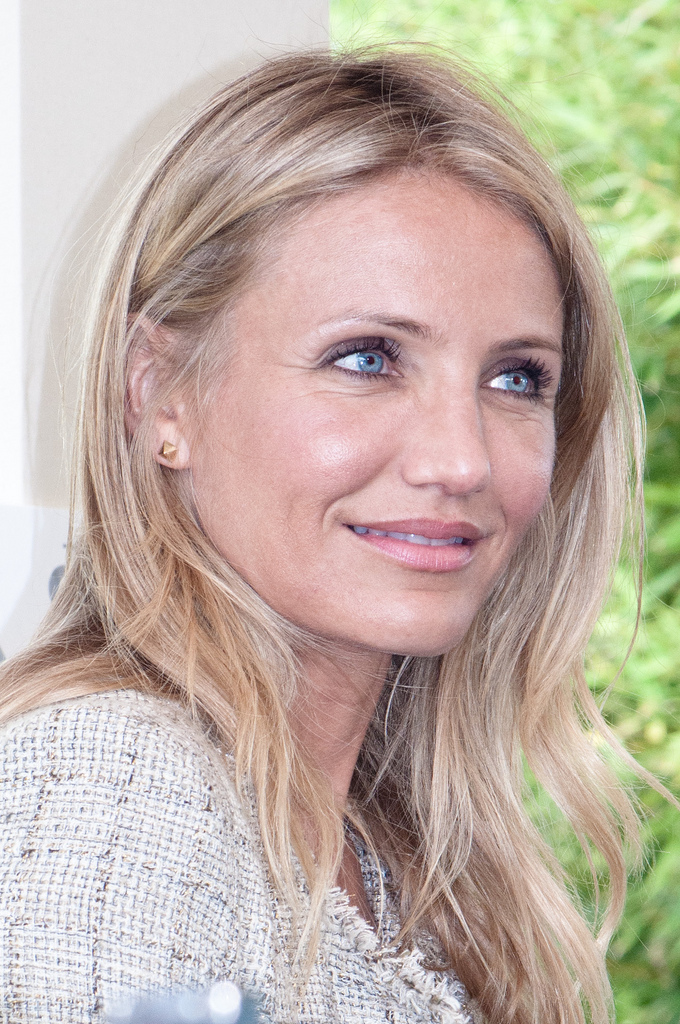
Cameron Diaz.

#### Comédie romantique, et parodique
L'un des principaux développements des années 1990 a été la réapparition du film de comédie romantique, encouragée par le succès de Quand Harry rencontre Sally en 1989. Apparaissent dans les années 1990 d'autres comédies romantiques, comme Nuits blanches à Seattle, Clueless et Vous avez un message. Les parodies sont aussi restées très populaires, comme Scary Movie et Sex Academy.

#### Autres formes de comédie
Dans les années 2000 se développe le genre comédie stoner, qui implique habituellement deux personnes dans une suite de choses aléatoires qui leur arrivent. Les grands films de ce sous-genre sont Dude, Where's My Car?, Big Nothing, Harold & Kumar Go to White Castle et Délire Express.
Un autre développement est l'utilisation croissante de l'« humour brut » (en anglais off-color humor), sous-genre du teen movie, généralement destiné à un public plus jeune, comme Mary à tout prix, American Pie et ses suites, et Va te faire foutre Freddy !. Au milieu des années 2000, la tendance des films à "humour brut" se poursuit avec des comédies destinées à un public adulte, qui obtiennent de bons résultats au box-office. En 2006, Borat a mélangé humour vulgaire et satire culturelle.

### Déclin des comédies américaines
Depuis la fin des années 2000, le cinéma de comédie américain est, selon certains observateurs, entré dans une période de déclin marqué, en raison d'une concurrence intense sur les marchés développés. Il est difficile d'exporter la comédie américaine, car l'humour dans la plupart de ces films est étroitement lié à la culture d'origine des créateurs et se traduit difficilement dans d'autres pays.